# Nachyłek

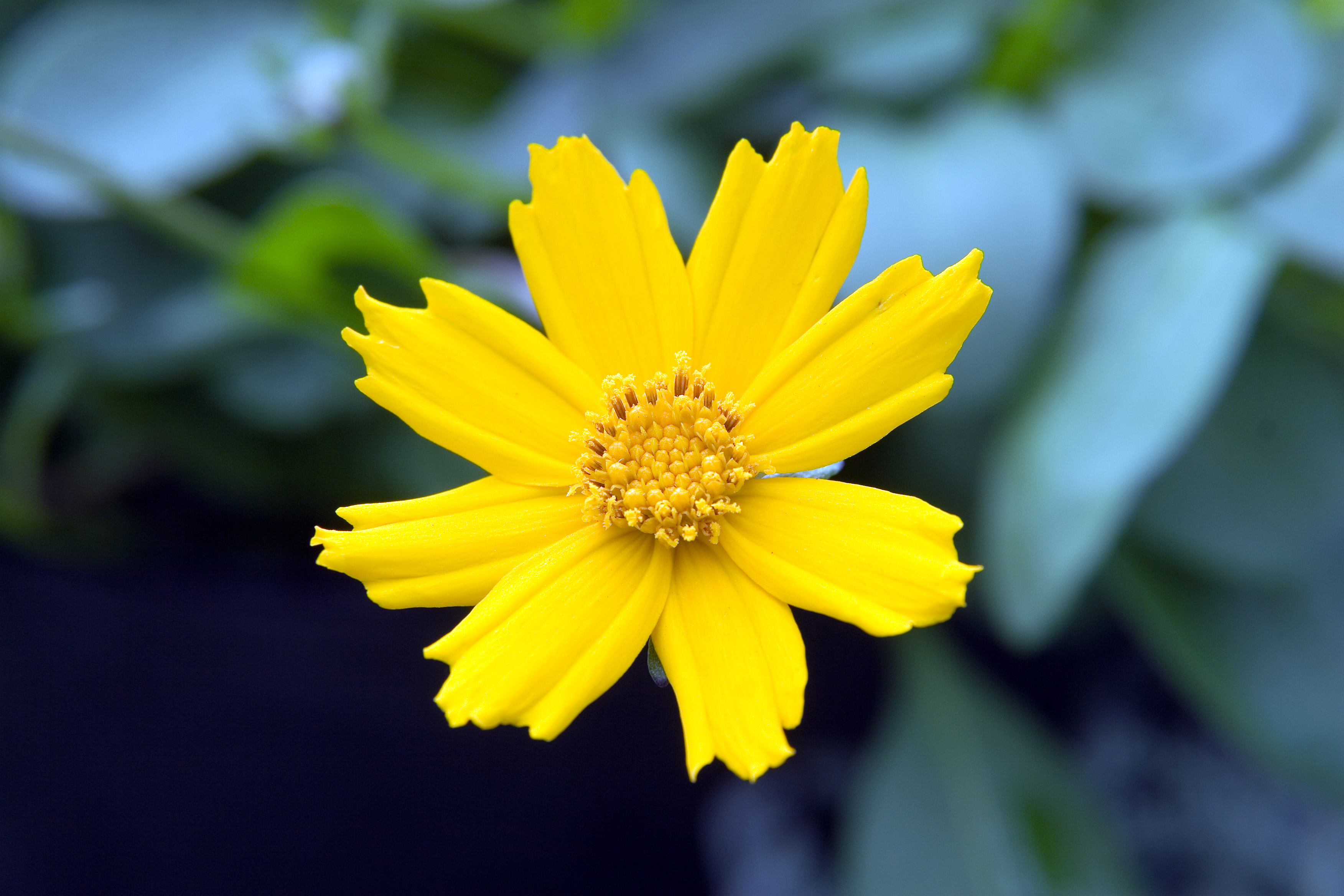
Coreopsis auriculata

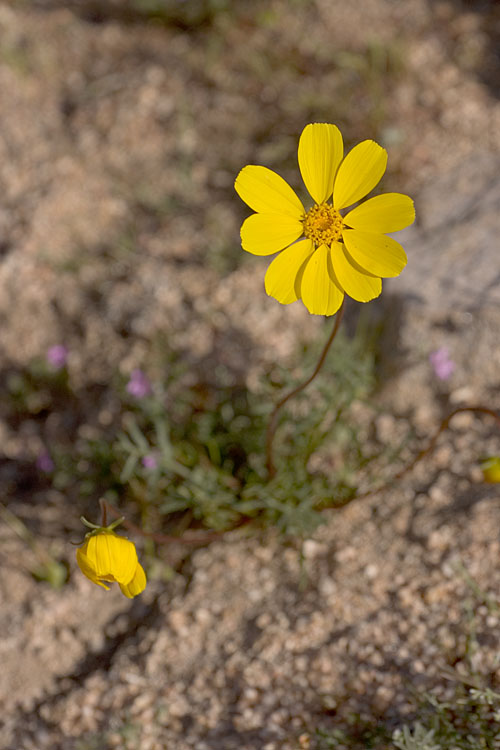
Coreopsis bigelovii

Nachyłek, koreopsis (Coreopsis L.) – rodzaj roślin należący do rodziny astrowatych. Obejmuje ponad 80 gatunków. Zasięg rodzaju obejmuje Amerykę Północną i Południową (w północno-zachodniej jej części – od Kolumbii po północne Chile i Boliwię). Jako rośliny introdukowane i zdziczałe gatunki z tego rodzaju obecne są na wszystkich kontynentach. W naturze rosną zarówno na siedliskach suchych i słonecznych, jak i na brzegach rzek. W Polsce rośliny z tego rodzaju znane są tylko w uprawie.
Nazwa naukowa pochodzi od greckich słów: 'koris' – pluskwa, 'opsis' – podobny (niełupki podobne są do pluskwy).
Liczne gatunki oraz odmiany ozdobne pochodzenia mieszańcowego uprawiane są jako rośliny ozdobne i na kwiaty cięte. Niektóre gatunki wykorzystywane były także lokalnie jako rośliny lecznicze. Z kwiatów nachyłka barwierskiego C. tinctoria wytwarzano żółty barwnik.

## Morfologia

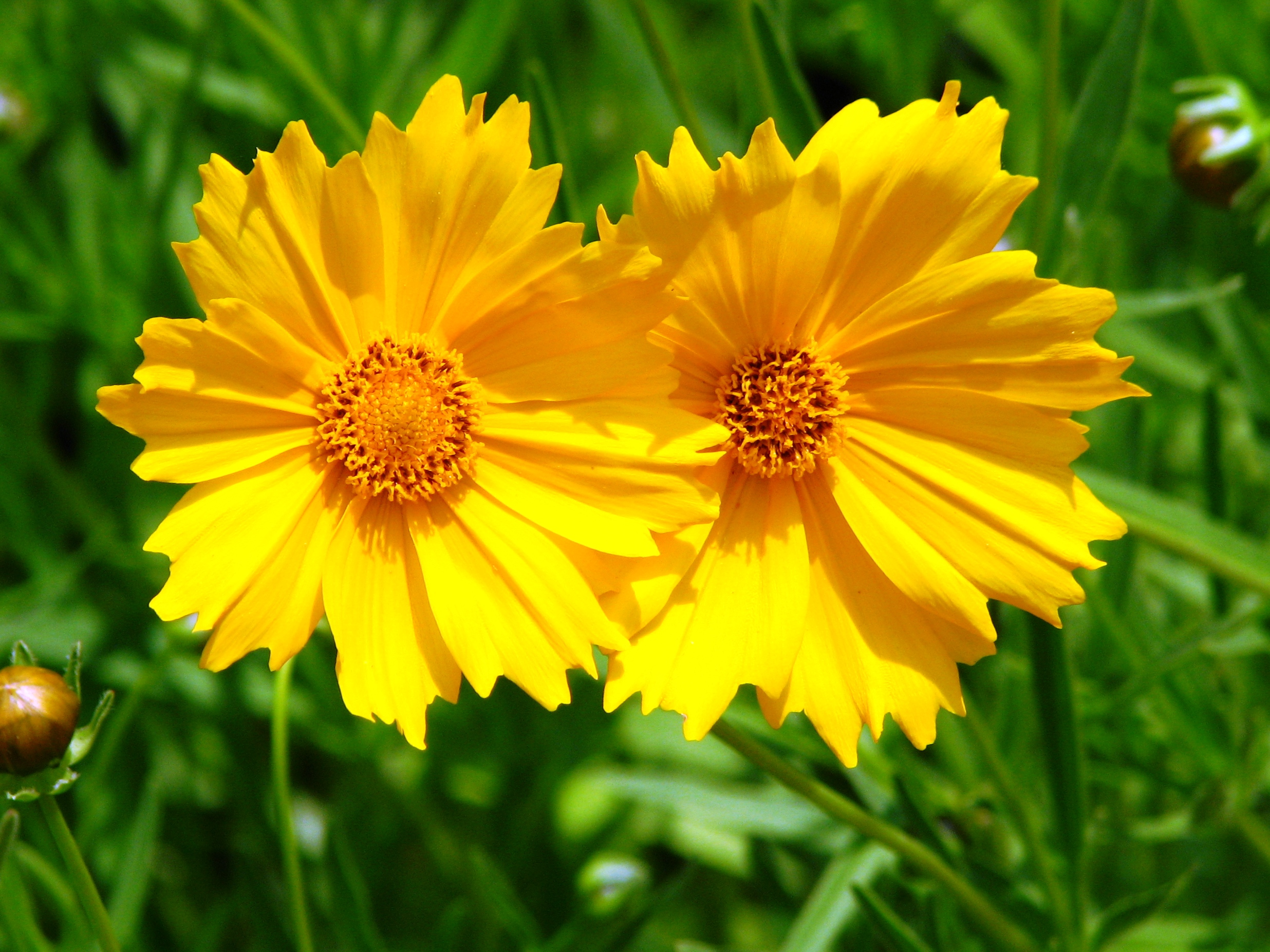
Coreopsis grandiflora

PokrójRośliny jednoroczne, byliny, półkrzewy i krzewy do ponad 2 m wysokości. Łodygi zwykle prosto wzniesione, pojedyncze, rozgałęzione na całej długości lub tylko w górnej części.
LiścieNaprzeciwległe lub skrętoległe. Liście tylko odziomkowe, tylko łodygowe lub obu rodzajów. Owłosione lub nagie, ogonkowe lub siedzące, o blaszce całobrzegiej, ząbkowanej lub pierzasto klapowanej.
KwiatyZebrane w koszyczki pojedyncze lub tworzące rozpierzchłe baldachogrona złożone. Okrywy kulistawe do walcowatych, o średnicy od 4 mm do ponad 25 mm. Listki okrywy zwykle w dwóch rzędach i w liczbie 8, wolne lub zrośnięte u samej nasady, podługowate do równowąskich, błoniaste. Osadnik płaski lub wypukły, z plewinkami (odpadającymi). Brzeżne, płonne kwiaty języczkowe zwykle w liczbie 8, często podwojone u odmian uprawnych. Przeważnie są żółte, czasem w części doosiowej czerwonobrązowe do fioletowych. Kwiaty rurkowate liczne, obupłciowe, żółte lub czerwonobrązowe do fioletowych, z 4 lub 5 łatkami.
OwoceNiełupki zwykle spłaszczone, owalne do równowąskich, czasem oskrzydlone, gładkie lub brodawkowate. Puchu kielichowego brak lub trwały w postaci dwóch ości lub łusek.

## Systematyka
Pozycja systematyczna

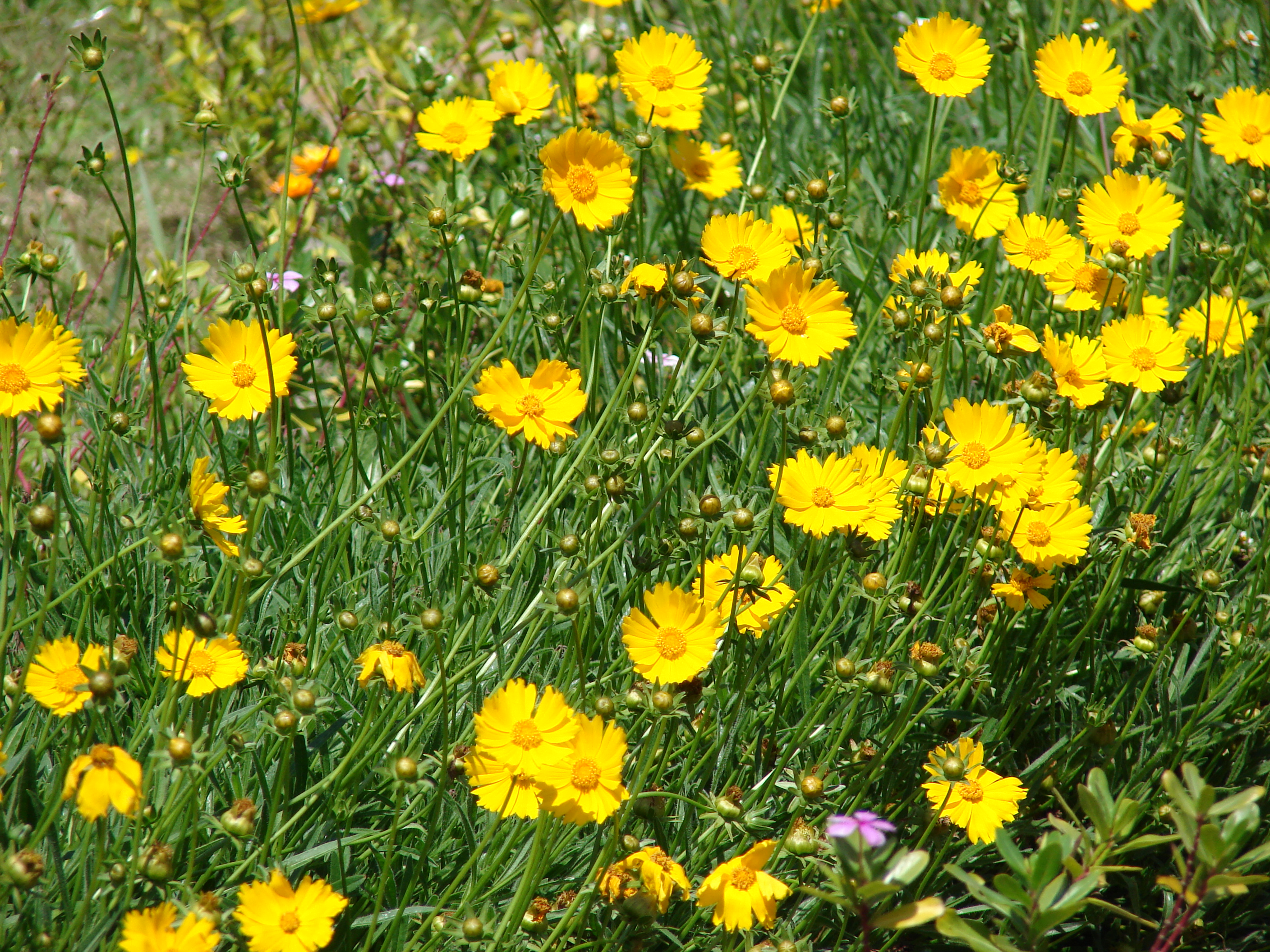
Coreopsis lanceolata

Rodzaj z rodziny astrowatych Asteraceae, w obrębie której klasyfikowany jest do podrodziny Asteroideae i plemienia Coreopsideae. W niektórych ujęciach sugerowana jest celowość włączenia zaliczanych tu gatunków do rodzaju uczep Bidens.
Wykaz gatunków
- Coreopsis aristulata LeBlond, Sorrie & Weakley
- Coreopsis auriculata L.
- Coreopsis bakeri E.E.Schill.
- Coreopsis basalis (Otto & A.Dietr.) S.F.Blake – nachyłek Drummonda
- Coreopsis bigelovii (A.Gray) Voss – nachyłek Bigelova
- Coreopsis bolanosana Panero & Villaseñor
- Coreopsis breviligulata Sagást. & Sánchez Vega
- Coreopsis buchii (Urb.) S.F.Blake
- Coreopsis cajamarcana Sagást. & Sánchez Vega
- Coreopsis californica (Nutt.) H.Sharsm.
- Coreopsis calliopsidea A.Gray
- Coreopsis canescentifolia
- Coreopsis capillacea Kunth
- Coreopsis celendinensis Sagást. & Sánchez Vega
- Coreopsis connata Cabrera
- Coreopsis crawfordii Mesfin
- Coreopsis davilae Panero & Villaseñor
- Coreopsis delphiniifolia Lam. – nachyłek ostróżkolistny
- Coreopsis dentifolia Sánchez Vega, Sagást. & D.J.Crawford
- Coreopsis dilloniana Sánchez Vega, Sagást. & D.J.Crawford
- Coreopsis douglasii (DC.) H.M.Hall
- Coreopsis fasciculata Wedd.
- Coreopsis ferreyrae Sagást. & Sánchez Vega
- Coreopsis foliosa A.Gray
- Coreopsis gigantea (Kellogg) H.M.Hall
- Coreopsis gladiata Walter
- Coreopsis glaucodes S.F.Blake & Sherff
- Coreopsis grandiflora Hogg ex Sweet – nachyłek wielkokwiatowy
- Coreopsis guanajuatensis B.L.Turner
- Coreopsis hamiltonii (Elmer) H.Sharsm.
- Coreopsis helleborifolia Sánchez Vega, Sagást. & D.J.Crawford
- Coreopsis holodasya S.F.Blake
- Coreopsis imbricata Sherff
- Coreopsis integra S.F.Blake
- Coreopsis integrifolia Poir.
- Coreopsis intermedia Sherff
- Coreopsis killipii Sherff
- Coreopsis lanceolata L. – nachyłek lancetowaty
- Coreopsis latifolia Michx.
- Coreopsis leavenworthii Torr. & A.Gray
- Coreopsis longula S.F.Blake
- Coreopsis lopez-mirandae Sagást.
- Coreopsis macbridei Sherff
- Coreopsis major Walter – nachyłek większy
- Coreopsis maritima Hook.f.
- Coreopsis maysillesii Sherff
- Coreopsis mcvaughii D.J.Crawford
- Coreopsis microlepis S.F.Blake & Sherff
- Coreopsis mollicula Sagást. & Sánchez Vega
- Coreopsis multifida DC.
- Coreopsis nodosa Sherff
- Coreopsis notha S.F.Blake & Sherff
- Coreopsis nudata Nutt.
- Coreopsis nuecensis A.Heller
- Coreopsis oaxacensis B.L.Turner
- Coreopsis oblanceolata S.F.Blake
- Coreopsis obovatifolia Sagást.
- Coreopsis palmata Nutt. – nachyłek dłoniasty
- Coreopsis paludosa M.E.Jones
- Coreopsis palustris Sorrie
- Coreopsis parviceps S.F.Blake & Sherff
- Coreopsis peruviana Sagást.
- Coreopsis pervelutina Sagást.
- Coreopsis petrophila A.Gray
- Coreopsis petrophiloides B.L.Rob. & Greenm.
- Coreopsis pickeringii A.Gray
- Coreopsis piurana Sherff
- Coreopsis poloe Sagást. & Zapata
- Coreopsis polyactis S.F.Blake & Greenm.
- Coreopsis pringlei B.L.Rob.
- Coreopsis pubescens Elliott – nachyłek kosmaty
- Coreopsis pulchra F.E.Boynton
- Coreopsis queretarensis B.L.Turner
- Coreopsis rhyacophila Greenm.
- Coreopsis rosea Nutt. – nachyłek różowy
- Coreopsis rudis Benth. & Hook.f. ex Hemsl.
- Coreopsis senaria S.F.Blake & Sherff
- Coreopsis sherffii S.F.Blake
- Coreopsis spectabilis A.Gray
- Coreopsis stillmanii (A.Gray) S.F.Blake – nachyłek Stillmana
- Coreopsis suaveolens Sherff
- Coreopsis teotepecensis Paray
- Coreopsis tinctoria Nutt. – nachyłek barwierski
- Coreopsis townsendii S.F.Blake
- Coreopsis tripteris L. – nachyłek trójskrzydłowy
- Coreopsis venusta Kunth
- Coreopsis verticillata L. – nachyłek okółkowy
- Coreopsis woytkowskii Sherff

## Zastosowanie
Nachyłki uprawiane są jako ozdobne rośliny ogrodowe. Nadają się też na kwiat cięty, zwłaszcza odmiany wysokie.
Do najczęściej uprawianych należą: nachyłek Drummonda C. basalis, nachyłek wielkokwiatowy C. grandiflora, nachyłek lancetowaty C. lanceolata, nachyłek barwierski C. tinctoria i C. auriculata. Odmiany pochodzenia mieszańcowego uzyskano także głównie z tych gatunków. 

## Uprawa
Nachyłki są łatwe w uprawie. Najlepiej rosną w pełnym słońcu, na przepuszczalnej i żyznej glebie. Rozmnaża się je z nasion wysiewanych wiosną lub jesienią; w marcu do inspektu umiarkowanego, w kwietniu od razu do gruntu. Nasiona kiełkują po dwóch tygodniach. Po wysianiu od razu na miejsce należy przerywać siewki na odległość 15–25 cm. Nasiona zachowują zdolność kiełkowania przez 2–4 lata.